# Robert Govett

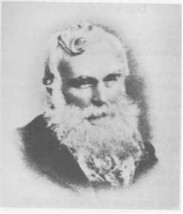
Robert Govett

Robert Govett, (Staines-upon-Thames, graafschap Middlesex, 14 februari 1813 - Norwich, graafschap Norfolk, 20 februari 1901) was een Brits theoloog en predikant.
Zijn vader, Robert Govett Senior, was dominee te Staines; hij stierf op 7 oktober 1858 - hij werd 78 jaar. Zijn grootvader van moeders kant was William Romaine, dominee te Reading (overleden in 1826). Zijn overgrootvader was dus de beroemde William Romaine (1714-1795), een achttiende-eeuwse evangelist en prediker en de auteur van het bekende boek The Life, Walk and Triumph of Faith. Govett was zo gericht op zijn bediening dat hij bewust ongehuwd bleef.
Hij schreef vele boeken en brochures. Zijn bekendste boek is The Apocalypse: Expounded by Scripture (1861-1865) dat hij schreef onder het pseudononiem Matheethees (Grieks voor 'discipel'). De bekende Prof. Wilbur M. Smith zei over dit boek: "Een van de meest grondige verklaringen van het boek Openbaring is die van Robert Govett. Naar mijn mening getuigt zijn interpretatie van meer inzicht in de Schrift en zijn relatie tot het laatste boek van de Bijbel dan die van elke andere auteur in zijn generatie."

## Opleiding
Na zijn vooropleiding aan het Eton College schreef Govett zich op 20 oktober 1830 in bij de universiteit van Oxford (Worcester College). Hij was toen 17 jaar. In die tijd was het niet ongebruikelijk dat studenten al op jonge leeftijd naar de universiteit gingen. Sommigen waren pas 15 jaar. In 1834 ontving Robert Govett zijn BA, in 1836 werd hij lid van de universiteit (tot 1844) en in 1837 ontving hij zijn MA.

## Het begin van zijn bediening
Nadat Govett was geïnstalleerd als predikant in de Anglicaanse Kerk, begon hij zijn loopbaan in Bexley, Kent. Zijn tweede standplaats was St. Stephens te Norwich, Norfolk. Zijn krachtige en heldere evangelieprediking was erg populair. Govett stond bekend om zijn analytisch denkvermogen. Er waren volgens bewonderaars maar weinig mensen die hem konden evenaren in het gebruik van eenvoudige logica om eventuele zwakheden in een betoog aan te wijzen en deze vervolgens te elimineren. Hij was altijd vastbesloten om een bepaalde gedachte volledig uit te werken om alle twijfels weg te nemen en zodoende het debat af te sluiten.

## Onafhankelijk
Govett was van mening dat de Schrift telkens opnieuw bestudeerd moest worden om nieuw licht van de Heilige Geest de gelegenheid te kunnen geven zich te manifesteren. Hij was bereid om zelfs de meest orthodoxe leerstellingen onder de loep te nemen. Om die reden werd hij door de jaren heen steeds onafhankelijker en nam hij afstand van veel traditionele dogma's die door de verschillende denominaties werden verkondigd, inclusief de Anglicaanse Kerk waartoe hij zelf had behoord. Een van die dogma's was de kinderdoop. Hij begon te twijfelen aan het bijbelse karakter daarvan, wat hem ertoe bracht alle passages over de doop in het Nieuwe Testament zorgvuldig te bestuderen. Nadat hij in St. Mary's Baptist Church in Norwich voor de eerste keer getuige was geweest van de geloofsdoop (door onderdompeling), was hij ervan overtuigd dat dit de bijbelse doop was. Enkele dagen later liet hij zich in die kerk dopen door ds. William Brock, wiens voorouders in de 16e eeuw Nederland ontvluchtten vanwege de religieuze onderdrukking in die tijd. Dit veroorzaakte echter een grote crisis in zijn leven omdat hij wist dat hij nu geen kinderen meer kon dopen. Er zijn twee kladbrieven van Govett gevonden waarin hij zijn bedenkingen over de kinderdoop uit. De eerste, van eind januari 1844, is gericht aan ds. Stephen Attlay; de tweede, van begin februari 1844, is gericht aan Edward Stanley, de bisschop van Norwich. In deze laatste brief schrijft Govett dat hij ‘niet weinig onbijbelse punten ziet in de kinderdoop zoals deze door de Anglicaanse Kerk wordt bediend’. De bisschop reageerde meteen; hij schreef Govett een brief waarin hij hem te verstaan gaf dat hij uit zijn ambt was gezet, en dat St. Stephens Church vanaf dat moment voor hem verboden terrein was. Hoewel de ontheffing uit zijn ambt ook betekende dat hij in Norwich geen activiteiten voor de Anglicaanse Kerk meer mocht verrichten, verliet hij de Kerk pas vierendertig jaar later. Hij schreef een verklaring waarin hij afstand deed van alle rechten, voordelen en vrijstellingen die verbonden waren aan het ambt. Zijn verklaring werd op 18 februari 1878 ontvangen en verzegeld door de kanselarij van het Hooggerechtshof. Zijn familie nam hem deze drastische stap zeer kwalijk, omdat hij het ver had kunnen schoppen in de Anglicaanse Kerk. Een ander gevolg van zijn uittreding uit de Anglicaanse Kerk was dat hij zijn lidmaatschap van de universiteit van Oxford moest opgeven. In Govett’s tijd werd een theologische graad alleen toegekend aan degenen die bij hun toelating als student de negenendertig artikelen van de Anglicaanse Kerk (de Kerk van Engeland) hadden onderschreven. En omdat hij die leer niet meer onderschreef, nam de universiteit hem zijn lidmaatschap af. Hierdoor raakte hij ook zijn jaarlijkse toelage van driehonderd pond kwijt. Men zegt dat hij ook geen financiële steun meer kreeg van zijn familie. Hoewel hij door de traditionele kerken werd verstoten, was hij bereid die prijs te betalen. Na zijn uittreding gaf hij gedurende de rest van zijn leven leiding aan een onafhankelijke gemeente in Norwich. De gemeente kwam samen in de Victoria Hall, ook wel Bazaar Chapel genoemd. Wat betreft het gemeenteleven was hij in zekere mate beïnvloed door de praktijken van de Broeders, maar hij bleef wel de enige leider van de gemeente. Hij las graag de geschriften van J. N. Darby en andere Broeders, maar hij bleef onafhankelijk in het verklaren van de Schrift. Hij ging zijn eigen weg en was goed in staat zijn inzichten te verdedigen.
In de eerste vier jaren van zijn bediening doopte hij drie- tot vierhonderd mensen die allemaal tot de Anglicaanse Kerk hadden behoord. Er kwamen honderden mensen tot bekering, met als gevolg dat er in vier of vijf omliggende dorpen ook kerken werden geopend. Govetts opvolger, D. M. Panton, die ook tot de Anglicaanse Kerk had behoord, zag net als Govett 'de waarheid van de doop door onderdompeling', en hij gaf er meteen gehoor aan (Surrey Chapel, pag. 4).

## Govett en Spurgeon
Govett schreef veel brochures over de doop, die ook zeer in trek waren bij de Prins der Predikers Charles Haddon Spurgeon. Spurgeon zei eens over Govett: "Robert Govett schreef honderd jaar voor zijn tijd, en er komt een dag dat zijn werken gekoesterd zullen worden als kostbaar goud." Er is een brief van Spurgeon aan Govett gevonden die op 20 oktober 1860 vanuit Clapham naar Govett verstuurd werd (in te zien bij het Norfolk Record Office onder catalogusnummer FC 76/59 - collectie pastorale brieven). Hij vraagt daarin of Govett hem enkele van zijn brochures over de doop wil sturen, 'om een grote waarheid te kunnen verspreiden die te lang op de achtergrond gebleven is'. Onder aan de brief schrijft Spurgeon: "Mij is ter ore gekomen dat u wijselijk de titel dominee vermijdt, wat de reden is dat ik u aanspreek met 'mijnheer'."
In een van zijn preken (Between the Two Appearings, gegeven op zondag 15 maart 1891), verwijst Spurgeon naar de verklaring van een tekst (die hij in zijn preek behandelde) in een boek van 'zijn vriend Govett'.
Er zijn meer brieven van Spurgeon aan Govett bewaard gebleven, waarvan de laatste in 1886 geschreven is.

## Zijn leer
Govett raakte meer en meer geïnteresseerd in de eschatologie en meende uit de Schrift af te kunnen leiden dat er een zogenaamde selectieve of partiële opname voor de grote verdrukking zou plaatsvinden, en dat alleen de opgenomen heiligen (de eerstelingen) waardig zijn om met Christus te heersen in het duizendjarig rijk. Govett schijnt een van de eersten te zijn geweest, zo niet de eerste, die een duidelijke uiteenzetting gaf van de oordeelstroon van Christus en zijn relatie tot het duizendjarig rijk. Dit punt loopt als een rode draad door al zijn werken heen. Aan de hand van de Schrift maakte hij duidelijk onderscheid tussen eeuwig leven als een vrije genadegave van God, en de prijs of kroon, namelijk de beloning van het duizendjarig rijk, die men kan verkrijgen door de goede werken of vruchten "des geloofs" voort te brengen. Die beloning wordt alle gelovigen voorgehouden, maar wordt volgens hem alleen gegeven aan wie zich heeft onderworpen aan de 'heiligmakende werkingen van de Heilige Geest'.
W. J. Dalby schrijft in het voorwoord van Govett on Galatians over Govett: 'Er zijn twee aspecten die zijn geschriften kenmerken: (1) zijn vermogen de vele facetten van de typen, schaduwen en symbolen van het Woord te nemen en ze naast elkaar te leggen om ze met elkaar te kunnen vergelijken. Deze benadering gebruikte hij om te kunnen bevestigen of zijn interpretatie in overeenstemming was met de reden waarom God ze gegeven had. Als bijvoorbeeld de onderliggende symboliek in strijd was met wat de letterlijke betekenis van een Schriftgedeelte leek te zijn, probeerde hij het conflict of de tegenstrijdigheid op die manier op te lossen. Daarom zijn de geschriften van Govet zo rijk aan oudtestamentische typologie, die volgens hem geleerd en begrepen moest worden om de vervulling ervan in het Nieuwe Testament goed te kunnen begrijpen; (2) de ontwikkeling van zijn vermogen in de profetische betekenis van het Woord binnen te dringen, een kenmerk van diegenen die in hun geest een gevoeligheid voor de gedachten en bedoelingen van de Heilige Geest hebben ontwikkeld, tot het punt waar zij direct kunnen putten uit het levende woord of réma.'

### Uitverkiezing
Govett geloofde in uitverkiezing. Volgens Govett is geloof geen werk. Het is het passieve aanvaarden van wat aangeboden wordt. Hij geloofde ook in de onweerstaanbare genade, maar niet in de zin van 'tegen de wil in'. In Govett on John (pag. 297-298) lezen we bij de verklaring van Johannes 17:12:
"Sommigen zeggen vandaag de dag dat zij niet in onweerstaanbare genade geloven, 'omdat alles afhangt van de keuze van de mens zelf, en die keuze is vrij. God redt niemand tegen zijn of haar wil in'. Dat is deels juist en deels onjuist. God sleept niemand er met de haren bij, terwijl het hart weigert en zich verzet. Maar wanneer Hij wil redden, kan Zijn genade niet weerstaan worden. Waarom? Omdat Hij begint te werken in een gebied dat zich 'buiten de wil bevindt'. Hij verandert de natuur, waarna direct de wil verandert. Zie, daar ligt een zeug in de modder. Drijf haar eruit, en zij keert er meteen naar terug. Haar wil is onveranderd. Maar stel dat u haar op magische wijze in een duif kunt veranderen. Nu mijdt zij de modder omdat zij die haat. Zulke kracht is onweerstaanbaar - de wil bevindt zich nu aan de kant van de kracht.' De Arminiaan zal daar wellicht Handelingen 7:51 tegenover stellen, waar staat: '(...) gij verzet u altijd tegen de Heilige Geest (...)', hetgeen lijkt aan te tonen dat men zich kan verzetten tegen het werk van de Heilige Geest, zodat het werk van Zijn Geest niet onweerstaanbaar is, maar met een vrije wil geweigerd kan worden. Ook lijkt Handelingen 26:19 te suggereren dat Paulus ongehoorzaam had kunnen zijn aan zijn hemelse roeping."
Hij geloofde echter pertinent niet in de dubbele predestinatie, waarbij sommigen van eeuwigheid af zijn voorbestemd tot de eeuwige verlorenheid. In zijn boek Calvinism by Calvin zegt hij onder andere het volgende:
- Pag. 5-6: "De calvinist is niet gebonden aan elk punt van de leer van Calvijn over de goddelijke genade, hoewel hij erkent, wanneer hem gevraagd wordt naar zijn gedachten over dat onderwerp, dat zij calvinistisch van aard zijn. En in deze discussie zal ik de vrijheid nemen om enkele van die leerstellingen uit te leggen en te bevestigen, terwijl ik op enkele punten afwijk van deze onverschrokken, briljante commentator."
- Pag. 25-26: "Wanneer iemand dan deze genade van God verwerpt, zal hem dat des te zwaarder aangerekend worden. Want deze kwestie, die op de laatste dag geheel onpartijdig beslist zal worden in volmaakte gerechtigheid, is gebaseerd op de dood van de Here Jezus als Mens voor de mensen: Wie gelooft en zich laat dopen, zal behouden worden' (Marc. 16:16). 'Van Hem getuigen alle profeten, dat een ieder, die in Hem gelooft, vergeving van zonden ontvangt door Zijn naam' (Hand. 10:43). Niets kan meer algemeen zijn dan dit stelsel. Het strekt zich uit tot elk lid van het geslacht van Adam, want er is geen besluit tot verwerping. De enige reden waarom iemand niet tot God komt is het ongeloof van zijn of haar eigen hart. Dit wordt noch veroorzaakt, nocht besloten door God, maar eenvoudig voorzien. Het ontslaat de mens niet van zijn verantwoordelijkheid; integendeel, zijn onvermogen om God lief te hebben en om in Christus te geloven, is slechts een moreel onvermogen. Naargelang het vermogen van zijn natuur kan hij God liefhebben als hij dat wil! Maar de vreselijke waarheid is dat sinds de schepping van de wereld geen mens God heeft willen liefhebben. De gerechtigheid is dus vrij om zich te wreken op zulk een mens, omdat hij bewust blijft zondigen."

## Laatste jaren
Later bouwde hij Surrey Chapel, dat plaats bood aan 1500 mensen. Hij bleef hier predikant tot aan zijn dood op 20 februari 1901. Toen hij stierf had de gemeente nog ongeveer 200 leden. Hij werd opgevolgd door D. M. Panton (bijgenaamd the prince of prophecy). Bekende leden van zijn gemeente waren Evan Hopkins en Margaret E. Barber. Evan Hopkins werd later de predikant van de bekende evangeliste Jessie Penn-Lewis, en mevrouw Barber is later vooral bekend geworden als de geestelijke mentor van Watchman Nee.

## Enkele werken
- De toegang tot het Koninkrijk - of loon naar werken (1853 - 1e druk, 1922 - 2e druk) - Nederlandse vertaling mei 2018. ISBN 9789491706646.
- De eeuwige straf (1871) - Nederlandse vertaling mei 2015. ISBN 9789491706370.
- De beste manier om het evangelie te presenteren (1893) - Nederlandse vertaling december 2013. ISBN 9789491706295.
- Genade en verantwoordelijkheid (1872) - Nederlandse vertaling oktober 2014. ISBN 9789491706233.
- De Joden, de heidenen en de gemeente in het Evangelie van Mattheüs (1869) - Nederlandse vertaling 2014. ISBN 9789491706202
- De komende afval van het geloof (eind 19e eeuw) - Nederlandse vertaling 2013. ISBN 9789491706110.
- De interpretatie van het boek Openbaring (1879) - Nederlandse vertaling december 2013. ISBN 9789491706134.
- The Best Mode of Presenting the Gospel (eind 19e eeuw)
- The Twofoldness of Divine Truth (1892) - over de twee schijnbare tegenstrijdige 'systemen' in het NT: calvinisme en arminianisme.
- Entrance into the Kingdom or Reward according to Works (1853) Publiek Domein
- The Apocalypse: Expounded by Scripture (1861-1865) - nu verkrijgbaar onder de titel Robert Govett on Revelation: Catalogus
- The Three Eatings (1888)
- The New Jerusalem Our Eternal Home (1884)
- How to Interpret the Apocalypse (1879)
- The Bride's Bath (1876)
- Christ's Resurrection and Ours - Or I Corinthians IV Expounded (1876)Publiek Domein
- Eternal Suffering of the Wicked and Hades (1871) Publiek Domein
- The Kingdom of God Future (1870)
- The Jews, the Gentiles, and the Church of God in the Gospel of Matthew (1869) Publiek Domein
- English derived from Hebrew (1868) Publiek Domein
- The Saints' Rapture to the Presence of the Lord Jesus (1852)
- The Prophecy on Olivet or Matthew 24-25 Expounded (1846)
- Isaiah unfulfilled, being an exposition of the prophet, with new version and notes. To which are added two dissertations, one on the 'Sons of God' and 'Giants' of Genesis VI, and the other a comparative estimate of the Hebrew and Greek texts (1841) Publiek Domein
- Calvinism by Calvin, being the substance of discourses delivered by Calvin and the other ministers of Geneva on the Doctrines of Grace. With an introductary essay by the Rev. R. Govett, Fellow of Worcester College, Oxford, and Assistant Curate of Somers Town, St. Pancras (1840) Publiek Domein
- The Sermon on the Mount Expounded (1934)